# Dröm är dröm, och saga saga
«Dröm är dröm, och saga saga» (со швед. — «мечта есть мечта, и история есть история») — песня шведской певицы Агнеты Фельтског.

## История
После успеха, который Агнете принёс сингл «Jag var så kär» в конце 1967 года, интерес шведских слушателей к молодой певице заметно поубавился. Попытка выйти на немецкий музыкальный рынок путём сотрудничества с Дитером Циммерманном также не удалась, и Агнета, чьим новым продюсером стал её муж, Бьорн Ульвеус, продолжила свою карьеру в Швеции.
Песни «Nya ord» / «Dröm är dröm, och saga saga» были выпущены на первом сингле с четвёртого альбома Агнеты «När en vacker tanke blir en sång», вышедшего в 1971 году. На одной пластинке значились имена сразу пяти авторов: к песне «Nya ord» музыку написала сама Агнета, текст к ней был создан шведским автором Боссе Карлгреном. Композиция же «Dröm är dröm, och saga saga» является, по сути дела, кавер-версией итальянской песни «Era bello il mio ragazzo» (музыка: Джанфранческо Гваньери и Пьер Паоло Прети) с шведским текстом Стига Андерсона.
Увы, релизу не покорился шведский чарт продаж, в то время (до 1975 года) общий для синглов и альбомов, однако в хит-параде Svensktoppen, составляемом шведским радио, сторона «Б» весьма преуспела. В последнюю неделю 1971 года, начавшуюся 26 декабря, песня «Dröm är dröm, och saga saga» вошла в чарт, притом сразу на 5-й позиции, и к 23 января добралась до третьей строки хит-парада, в общей сложности проведя в чарте девять недель.

## Список композиций
7" сингл (Cupol CS 280)
1. «Nya ord»
2. «Dröm är dröm, och saga saga»

## Чарты
| Чарт (1971—1972) | Высшая позиция |
| ---------------- | -------------- |
| Svensktoppen     | 3              |

## Кавер-версии
Песня «Dröm är dröm, och saga saga» также присутствует на сборнике «Svensktoppar 13» в исполнении норвежской певицы Евы Торенсен.